# Sawtooth Range
Sawtooth Range je pohoří ve středo-jižní části státu Idaho, v Custer County, Blaine County a Camas County, na severozápadě Spojených států amerických. V Sawtooth Range se nachází řada hor s nadmořskou výškou přes 3 000 m, alpinská jezera, prameny řek Boise a Big Wood River a přírodní rezervace.
Pohoří je součástí severních amerických Skalnatých hor. Nejvyšším vrcholem je Thompson Peak (3 277 m).

## Geografie
Sawtooth Range má 57 hor vyšších než 3 000 m a dalších 77 vrcholů má nadmořskou výšku mezi 2 700 až 3 000 m.
Pohoří se rozkládá ze severozápadu na jihovýchod.
Má délku okolo 65 km.